# Yaucourt-Bussus
Yaucourt-Bussus ist eine ehemalige französische Gemeinde mit 247 Einwohnern (Stand: 1. Januar 2022) im Département Somme in der Region Hauts-de-France. Sie gehörte zum Arrondissement Abbeville.
Der Erlass des Präfekten vom 24. September 2024 legte mit Wirkung zum 1. Januar 2025 die Eingliederung von Yaucourt-Bussus als Commune déléguée zusammen mit der früheren Gemeinde Bussus-Bussuel zur Commune nouvelle Bussus-lès-Yaucourt fest.

## Geografie

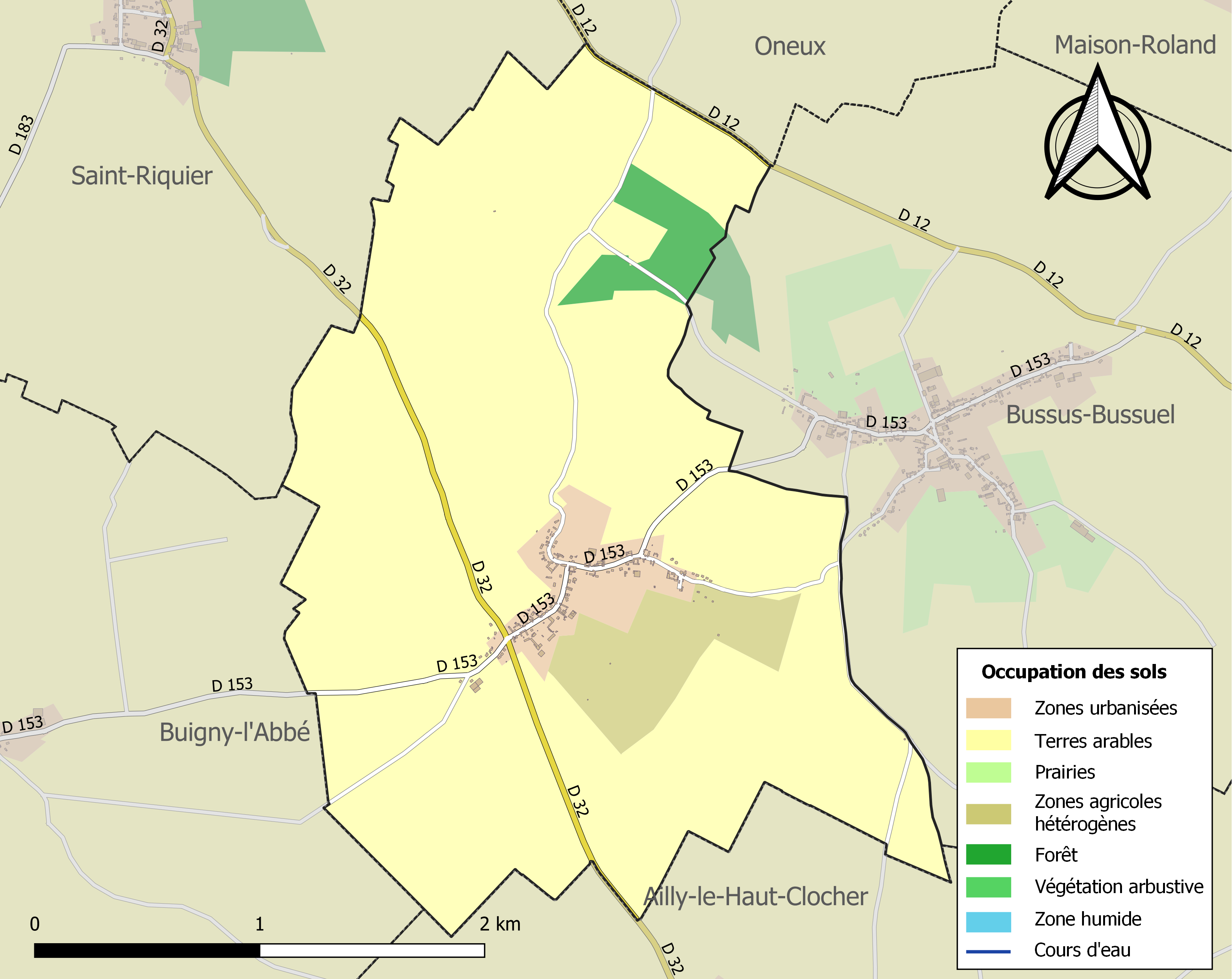
Bodennutzung und Infrastruktur von Yaucourt-Bussus (2018)

Yaucourt-Bussus liegt etwa 10 Kilometer östlich von Abbeville und etwa 33 Kilometer nordwestlich von Amiens in der Région naturelle des Ponthieu. Das Ortsgebiet befindet sich seit 2020 im Regionalen Naturpark Baie de Somme Picardie Maritime. Es besitzt keine Fließgewässer. Das Zentrum befindet sich auf einer Höhe von etwa 90 m. Das Bodenniveau steigt von Nord nach Süd an von 35 m im Trockental Vallée Haguette bis 112 m an der Grenze zur Nachbargemeinde Ailly-le-Haut-Clocher.
93 % der Fläche von Yaucourt-Bussus werden landwirtschaftlich, hauptsächlich als Kulturboden genutzt, rund 5 % entfallen auf bebaute Flächen, rund 3 % sind bewaldet (Stand: 2018).
Umgeben wird Yaucourt-Bussus von den vier Nachbargemeinden und der Commune déléguée von Bussus-lès-Yaucourt:
| Saint-Riquier | Oneux                                       |                                   |
|               | Kompassrose, die auf Nachbargemeinden zeigt | Bussus-Bussuel (Commune déléguée) |
| Buigny-l’Abbé | Ailly-le-Haut-Clocher                       |                                   |

## Toponymie
Yaucourt-Bussus ist mit den folgenden Formen in den Schriften erwähnt: Ingoaldi curtis (831), Aldulfi curtis (vermutlich 831), Hardulfi curtis (vermutlich 851), Haidulfi curtis und Hinwalth-cortis (960), Aqua Oii (1100), Aignaucourt (1217), Yaucourt (1230), Yocourt (1243), Equicuria (1260), Yeucourt (1239, 1241, 1259 und 1319), Yauecourt (1305), Hieucourt (1557), Hyaucourt (1728), Yaucour (1733), Hiaucourt (1781), Jaucourt (1801), Yaucourt-Bussus (1806), Yeucourt-Bussu (1826), Yaucourt-Bussu (1840).
Bussus ist mit den folgenden Formen erwähnt: Buxeium (704), Bixis (855), Buxionus (960), Buxudis villa (1088), Bussiacum (1184), Busseium (1224), Bussu (1260), Buyssu (1301), Buchu (1638), Bossu (1707), Bussu-Bussuel (1763), Bussy (1781).
Der Ursprung des Namens von Bussus ergibt sich aus dem lateinischen Wort buxus (deutsch Buchsbaum) zusammen mit dem lateinischen Suffix -utus zu „einem Ort mit Buchsbäumen“.

## Einwohnerentwicklung
| Yaucourt-Bussus: Einwohnerzahlen von 1793 bis 2020                                                                         | Yaucourt-Bussus: Einwohnerzahlen von 1793 bis 2020 | Yaucourt-Bussus: Einwohnerzahlen von 1793 bis 2020 | Yaucourt-Bussus: Einwohnerzahlen von 1793 bis 2020 | Yaucourt-Bussus: Einwohnerzahlen von 1793 bis 2020 |
| --- | -------------------------------------------------- | -------------------------------------------------- | -------------------------------------------------- | -------------------------------------------------- |
| Jahr |                                                    |                                                    |                                                    | Einwohner                                          |
| 1793 | 1793                                               |                                                    | 370                                                | 370                                                |
| 1800 | 1800                                               |                                                    | 235                                                | 235                                                |
| 1806 | 1806                                               |                                                    | 463                                                | 463                                                |
| 1821 | 1821                                               |                                                    | 478                                                | 478                                                |
| 1831 | 1831                                               |                                                    | 477                                                | 477                                                |
| 1836 | 1836                                               |                                                    | 438                                                | 438                                                |
| 1841 | 1841                                               |                                                    | 424                                                | 424                                                |
| 1846 | 1846                                               |                                                    | 416                                                | 416                                                |
| 1851 | 1851                                               |                                                    | 417                                                | 417                                                |
| 1856 | 1856                                               |                                                    | 401                                                | 401                                                |
| 1861 | 1861                                               |                                                    | 397                                                | 397                                                |
| 1866 | 1866                                               |                                                    | 380                                                | 380                                                |
| 1872 | 1872                                               |                                                    | 364                                                | 364                                                |
| 1876 | 1876                                               |                                                    | 346                                                | 346                                                |
| 1881 | 1881                                               |                                                    | 300                                                | 300                                                |
| 1886 | 1886                                               |                                                    | 278                                                | 278                                                |
| 1891 | 1891                                               |                                                    | 252                                                | 252                                                |
| 1896 | 1896                                               |                                                    | 248                                                | 248                                                |
| 1901 | 1901                                               |                                                    | 239                                                | 239                                                |
| 1906 | 1906                                               |                                                    | 222                                                | 222                                                |
| 1911 | 1911                                               |                                                    | 179                                                | 179                                                |
| 1921 | 1921                                               |                                                    | 152                                                | 152                                                |
| 1926 | 1926                                               |                                                    | 141                                                | 141                                                |
| 1931 | 1931                                               |                                                    | 148                                                | 148                                                |
| 1936 | 1936                                               |                                                    | 131                                                | 131                                                |
| 1946 | 1946                                               |                                                    | 153                                                | 153                                                |
| 1954 | 1954                                               |                                                    | 123                                                | 123                                                |
| 1962 | 1962                                               |                                                    | 135                                                | 135                                                |
| 1968 | 1968                                               |                                                    | 124                                                | 124                                                |
| 1975 | 1975                                               |                                                    | 129                                                | 129                                                |
| 1982 | 1982                                               |                                                    | 121                                                | 121                                                |
| 1990 | 1990                                               |                                                    | 146                                                | 146                                                |
| 1999 | 1999                                               |                                                    | 175                                                | 175                                                |
| 2006 | 2006                                               |                                                    | 211                                                | 211                                                |
| 2013 | 2013                                               |                                                    | 224                                                | 224                                                |
| 2020 | 2020                                               |                                                    | 245                                                | 245                                                |
| Quelle(n): EHESS/Cassini bis 1999, INSEE ab 2006 Anmerkung(en): Ab 1962 offizielle Zahlen ohne Einwohner mit Zweitwohnsitz |                                                    |                                                    |                                                    |                                                    |

## Sehenswürdigkeiten
- Kirche Saint-Michel aus dem 19. Jahrhundert[9]
- Schloss und Park von Yaucourt aus dem 17. Jahrhundert
- Mühle Vaillant-Tellier aus dem 17. Jahrhundert auf einer Anhöhe, einzig verbliebene einer Gruppe von vier Windmühlen, im Besitz der Gemeinde Bussus-Bussuel
- Gefallenendenkmal

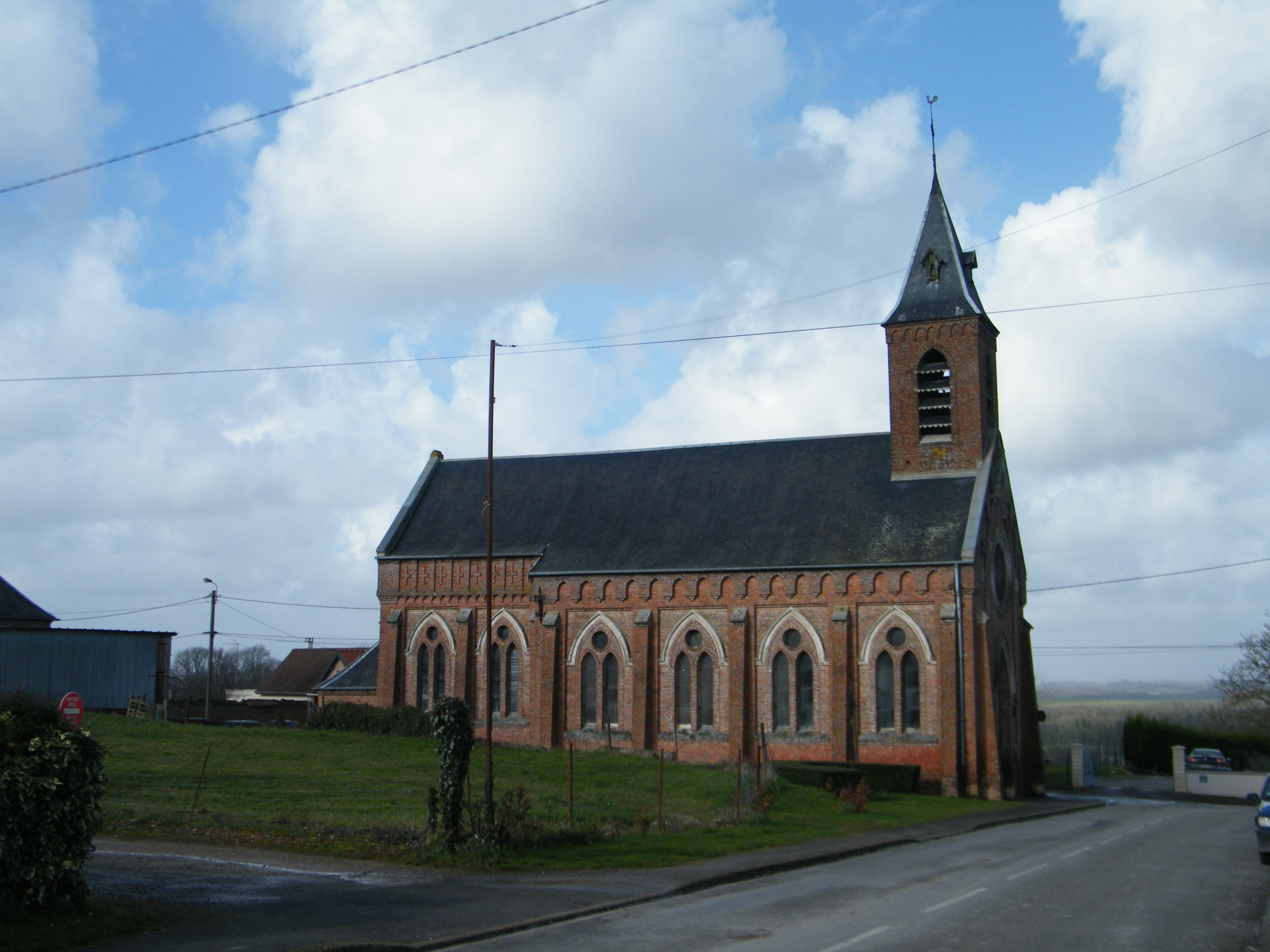
Kirche Saint-Michel
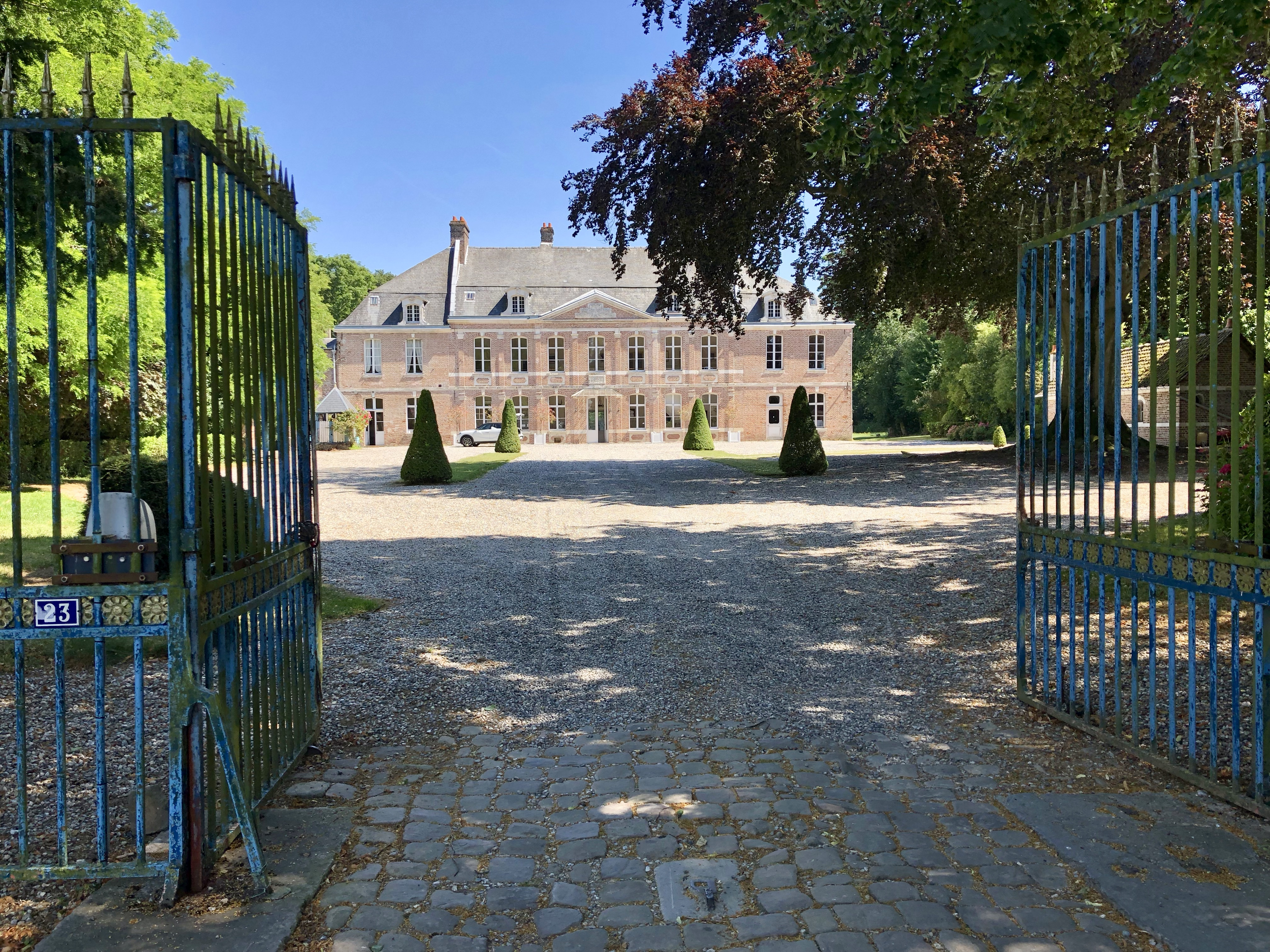
Schloss Yaucourt
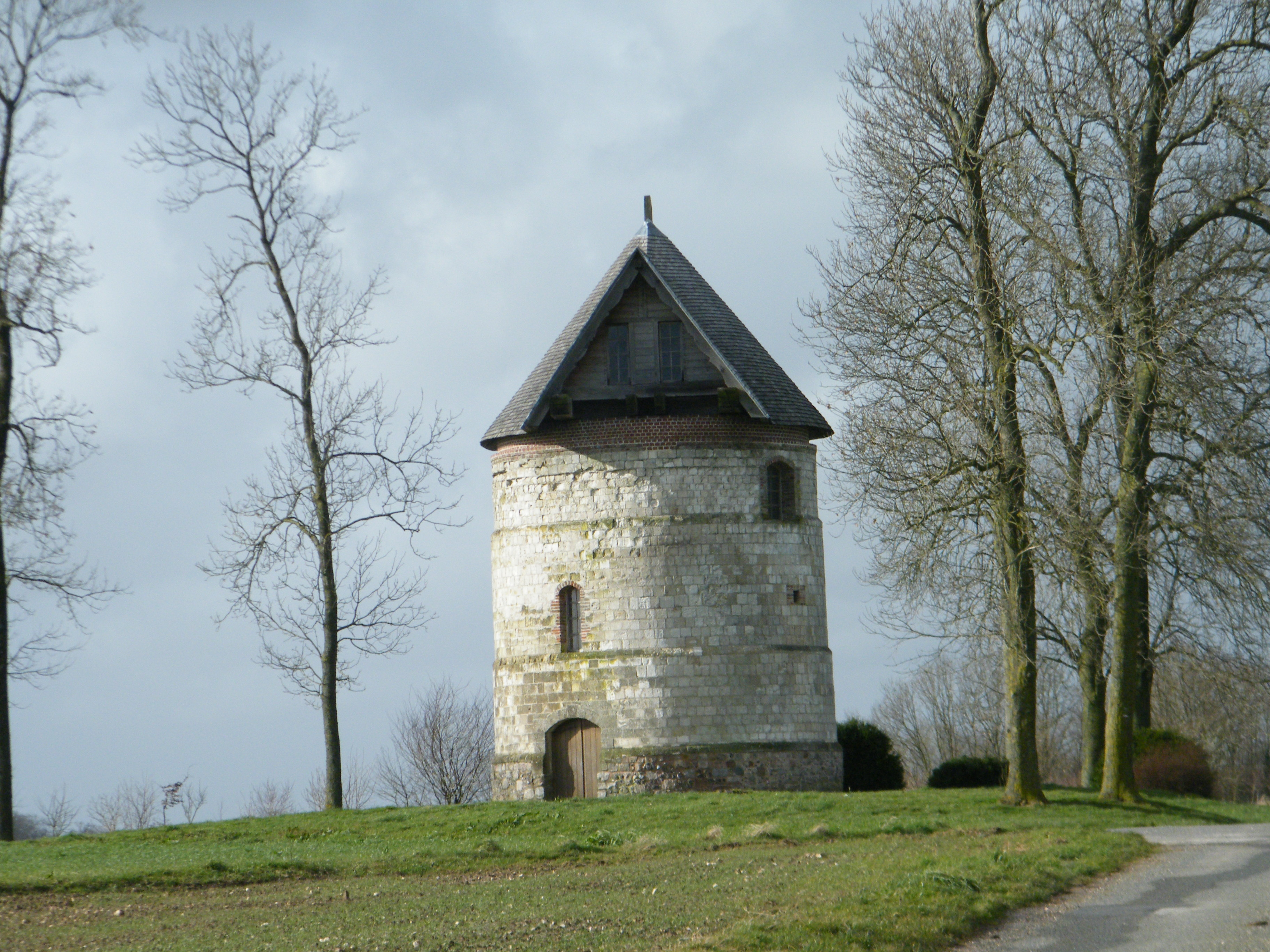
Mühle Vaillant-Tellier
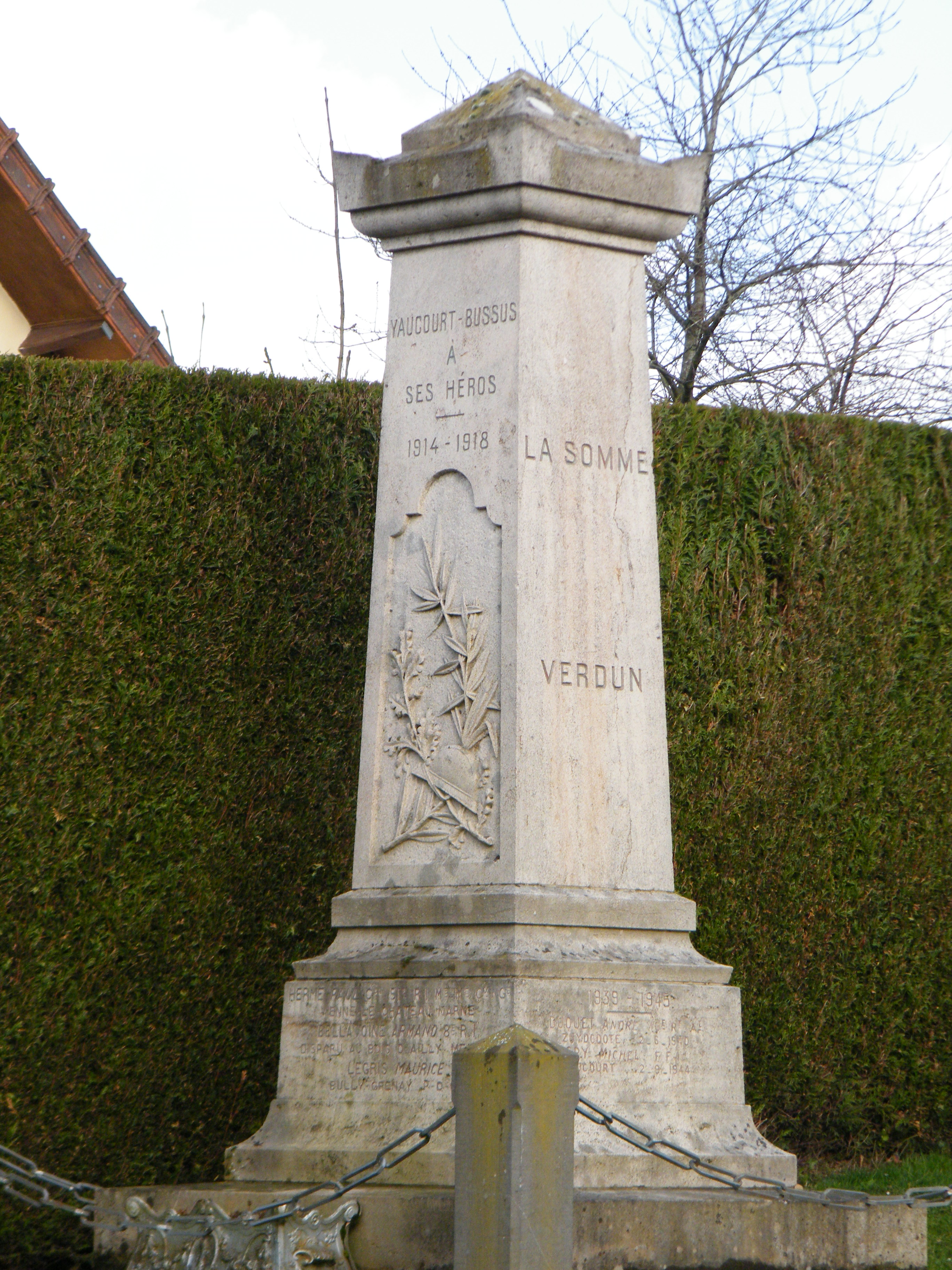
Gefallenendenkmal